# Syntomodrillia hypsela
Syntomodrillia hypsela é uma espécie de gastrópode do gênero Syntomodrillia, pertencente a família Drilliidae.